# Santa Maria La Palma
Santa Maria La Palma és una frazione d'uns 1.000 habitants del comune de l'Alguer, situada uns 15 kilòmetres de la ciutat. Els habitants de la frazione encara es concentren en els camps dels voltants en lloc d'en la pròpia ciutat. Molt a prop es troba l'aeroport de l'Alguer-Fertília.
A la fracció hi ha la seu de l'homònima cantina Santa Maria la Palma, una de les hisendes vinícoles més importants de Sardenya i d'Itàlia.
El clima de la fracció és mediterrani temperat, amb hiverns suaus i estius calorosos i secs. A l'hivern les temperatures no baixen gairebé mai per sota de zero, mentre que les temperatures d'estiu es mantenen per sobre de 35 graus, i de vegades excedeixen de 40. No obstant això, els estius són ventilats per la brisa del mar